# فورخورج (سياهو)
فورخورج (بالفارسية: فورخورج) هي قرية تقع في إيران في قسم سياهو الريفي. يقدر عدد سكانها بـ 458 نسمة بحسب إحصاء 2016.